# 関集三
関 集三（せき しゅうぞう、1915年5月21日 - 2013年12月24日）は、日本の化学者（物理化学）。位階は正四位。勲等は勲二等。学位は理学博士（大阪帝国大学・1945年）。大阪大学名誉教授、日本学士院会員。
大阪大学理学部教授、関西学院大学理学部教授などを歴任した。

## 来歴
1915年兵庫県（現在の西宮市）生まれ。父は実業家の関桂三。1938年大阪帝国大学理学部化学科卒業。理学博士。物質状態の理解に広く適用されている熱力学に物質構造の観点を加え、固体および液体状態の研究の発展に大きな貢献をした。また、「ガラス状態の熱力学的研究」は精密な熱測定による実験に基づき、物質内の分子の集合状態の研究を行った。日本学士院の会員として第二部第四分科に所属した。2013年12月24日、呼吸不全のため死去した。

## 賞歴
- 日本化学会賞（1973年）
- 日本学士院賞（1976年）
- 藤原賞（1983年）

## 栄典
- 勲二等旭日重光章（1986年）
- 正四位（2013年）

## 共著
- 桐山良一、関集三「結晶の化学」創元社、1948年

## 翻訳
- クールソン 「化学結合論」関集三、千原秀昭、鈴木啓介 (共訳)、岩波書店、1954年
- ライナス・ポーリング「一般化学　上」 関集三、千原秀昭、桐山良一 (共訳)、岩波書店、1957年
- ライナス・ポーリング「一般化学　下」 関集三、千原秀昭、桐山良一 (共訳)、岩波書店、1958年
- J・G・カークウッド、I・オッペンハイム「化学熱力学」 関集三、菅宏 (共訳)、東京化学同人、1965年
- W.J.カウズマン、D.アイゼンバーグ「水の構造と物性」関集三、 松尾隆祐　(共訳)、みすず書房、1975年
- R.マックィーニ「クールソン化学結合論〈上〉」関集三、千原秀昭他　(共訳)、岩波書店、1983年
- M.L.McGlashan、「SI単位と物理・化学量」関集三、 徂徠道夫 （共訳）化学同人、1986年